# Meka (bande dessinée)
Pour les articles homonymes, voir Meka.
Meka est une série de bande dessinée de science-fiction.
- Scénario : Jean-David Morvan
- Dessins et couleurs : Bengal

Cette série est terminée.

## Synopsis
Deux armées de robots géants, des Mekas, ont choisi comme lieu d'affrontement une ville tentaculaire. Écrasant, dans une même indifférence, immeubles, bureaux, usines et habitants, les Mekas s'affrontent un court instant avant de repartir en abandonnant les robots endommagés. Dans l'un d'entre eux, un pilote et une jeune mécano dont c'est la première mission, échappent à l'auto-destruction du monstre et s'apprêtent à le quitter pour se réfugier dans les ruines de la ville.

## Les personnages
- Enrique Llamas : Pilote de Meka, il est assez imbu de lui-même.
- Ninia Onoo : Mekano, elle est caractérielle et décidée.

## Albums
- Tome 1 : Inside (2004)
- Tome 2 : Outside (2005)

## Publication

### Éditeurs
- Delcourt (Collection Neopolis) : Tomes 1 et 2 (première édition des tomes 1 et 2).